# Liane Pintsaar
Liane Pintsaar, née le 17 mars 1990 à Tartu, est une athlète estonienne, spécialiste du triple saut. 

## Carrière
Liane Pintsaar est devenue championne d'Europe junior du triple saut en 2009, à Novi Sad, avec un saut à 13,89 mètres.

## Palmarès

### Championnats d'Europe junior d'athlétisme
- Championnats d'Europe junior d'athlétisme 2009 à Novi Sad, Serbie
  -  Médaille d'or du triple saut

### Autres
Championne d'Estonie du triple saut : 2009

## Records personnels
| Épreuve          | Performance | Lieu     | Date            |
| ---------------- | ----------- | -------- | --------------- |
| Saut en longueur | 6,39 m      | Tallinn  | 2 août 2009     |
| Triple saut      | 13,89 m     | Novi Sad | 27 juillet 2009 |

| Épreuve     | Performance | Lieu    | Date            |
| ----------- | ----------- | ------- | --------------- |
| Triple saut | 13,70 m     | Tallinn | 14 février 2009 |